# Hirschberg (Bayerischer Spessart)
Der Hirschberg ist ein 535 m ü. NHN hoher Berg im Spessart im bayerischen Landkreis Main-Spessart. Er ist nicht zu verwechseln mit dem gleichnamigen und gleich hohen Hirschberg im Spessart bei Flörsbachtal.

## Beschreibung
Der Hirschberg liegt zwischen den Orten Rechtenbach und Erlenfurt. Nördlich des Berges verläuft im Tal des Bischbornbaches die Bundesstraße 26. Die Südhänge fallen zum Hafenlohrtal ab. Der nordwestliche Bergsporn trägt den Namen Sandkopf (528 m). Südöstlich dominiert über den Hirschberg die 536 m hohe Hirschhöhe. Der Hirschberg liegt vollständig im gemeindefreien Gebiet Forst Lohrerstraße.